# Itoplectis alternans
Itoplectis alternans là một loài tò vò trong họ Ichneumonidae.